# Valdez (Alaska)
Valdez és una població dels Estats Units a l'estat d'Alaska. Segons el cens del 2000 tenia 4.036 habitants.
Situada a l'estret de Prince William, actualment és un dels ports més importants d'Alaska, per la pesca comercial i el tràfic de mercaderies.
Després de ser afectada pel del terratrèmol d'Alaska de 1964, la població es traslladà a un terreny més estable a 6 km de distància de la seva localització original.
A la seva proximitat hi ocorregué el vessament de petroli de l'Exxon Valdez, el 1989.

## Demografia
Segons el cens del 2000, Valdez tenia 4.036 habitants, 1.494 habitatges, i 1.042 famílies La densitat de població era de 7 habitants/km².
Dels 1.494 habitatges en un 41,5% hi vivien nens de menys de 18 anys, en un 56,4% hi vivien parelles casades, en un 8,4% dones solteres, i en un 30,2% no eren unitats familiars. En el 21,8% dels habitatges hi vivien persones soles el 2,8% de les quals corresponia a persones de 65 anys o més que vivien soles. El nombre mitjà de persones vivint en cada habitatge era de 2,66 i el nombre mitjà de persones que vivien en cada família era de 3,15.
Per edats la població es repartia de la següent manera: un 29,7% tenia menys de 18 anys, un 7,3% entre 18 i 24, un 33,2% entre 25 i 44, un 26,4% de 45 a 60 i un 3,5% 65 anys o més.
L'edat mediana era de 35 anys. Per cada 100 dones de 18 o més anys hi havia 107 homes.
La renda mediana per habitatge era de 66.532 $ i la renda mediana per família de 74.188 $. Els homes tenien una renda mediana de 56.932 $ mentre que les dones 31.855 $. La renda per capita de la població era de 27.341 $. Aproximadament el 5% de les famílies i el 6,2% de la població estaven per davall del llindar de pobresa.

## Poblacions més properes
El següent diagrama mostra les poblacions més properes.